# 多夫日納河
多夫日納河（烏克蘭語：Довжина），是烏克蘭的河流，位於該國西部外喀爾巴阡州，屬於黑季薩河的左支流，流經拉希夫區，河道全長10公里，流域面積39.2平方公里。